# Dmitrij Georgijevič Děbabov
Dmitrij Georgijevič Děbabov (1899, Moskva – 1949) byl sovětský fotograf a novinář.

## Životopis
Dmitrij Děbabov se narodil 4. listopadu 1899 ve vesnici Končejevo u Moskvy v rodině dělníka továrny na hřebíky. Po absolvování čtyř tříd školy v roce 1914 odešel pracovat do závodu Bromleja (později „Rudý proletář“) jako soustružnický učeň. V letech 1921–1925 byl hercem Prvního dělnického divadla Proletkulta, které v té době vedl Sergej Ejzenštejn. Byl to Ejzenštejn, kdo přiměl Děbabova k fotografování. V roce 1930 absolvoval Státní kinematografický ústav v oboru režisér-operátor.
Jeho první fotografie byly publikovány na stránkách novin Molodoj Linějec, Rabočaja Moskva, Věčernaja Moskva a dalších. Na počátku 30. let se Děbabov stal profesionálním fotoreportérem a v roce 1933 fotoreportérem deníku Izvestija. Fotografoval hodně na severu, v místech jako jsou například: za polárním kruhem, Arktida, Narymská tajga, Čukotka, sopky Kamčatky, Tajmyr, Dudinka, Buchta Tiksi, ostrov Vrangelja a řada dalších. Během Velké vlastenecké války se Děbabov jako fotograf účastnil polárních expedic v Barentsově a Beringově moři.
Dmitrij Georgijevič Děbabov zemřel 11. září 1949.

## Publikace v knihách
- Antologie sovětské fotografie, 1917–1940, vydavatelství Planeta, Moskva, 1986
- PROPAGANDA & DREAMS, vydání Stemmle, 1999, ISBN 3-908161-80-0

## Galerie

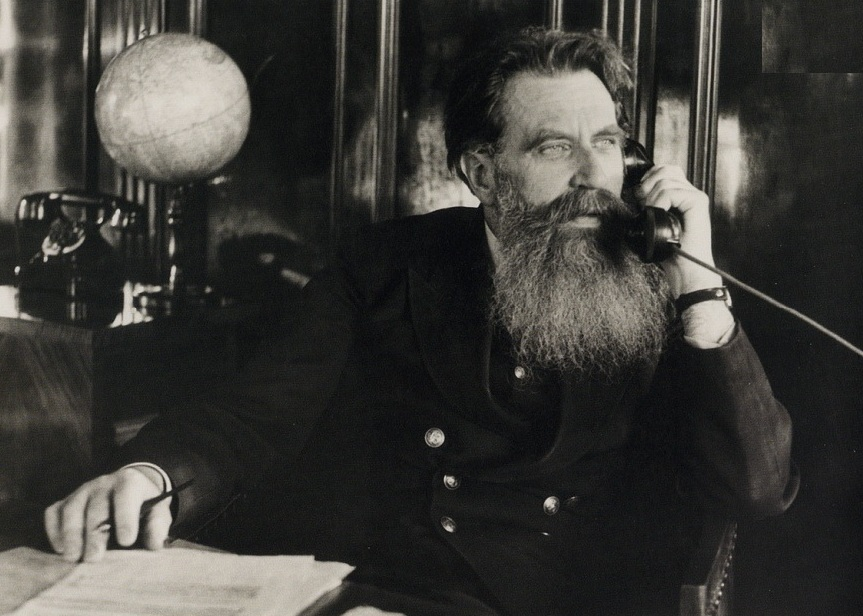
Sovětský matematik, astronom, geofyzik, filozof, jazykovědec, encyklopedista a polárník Otto Šmidt, 1936
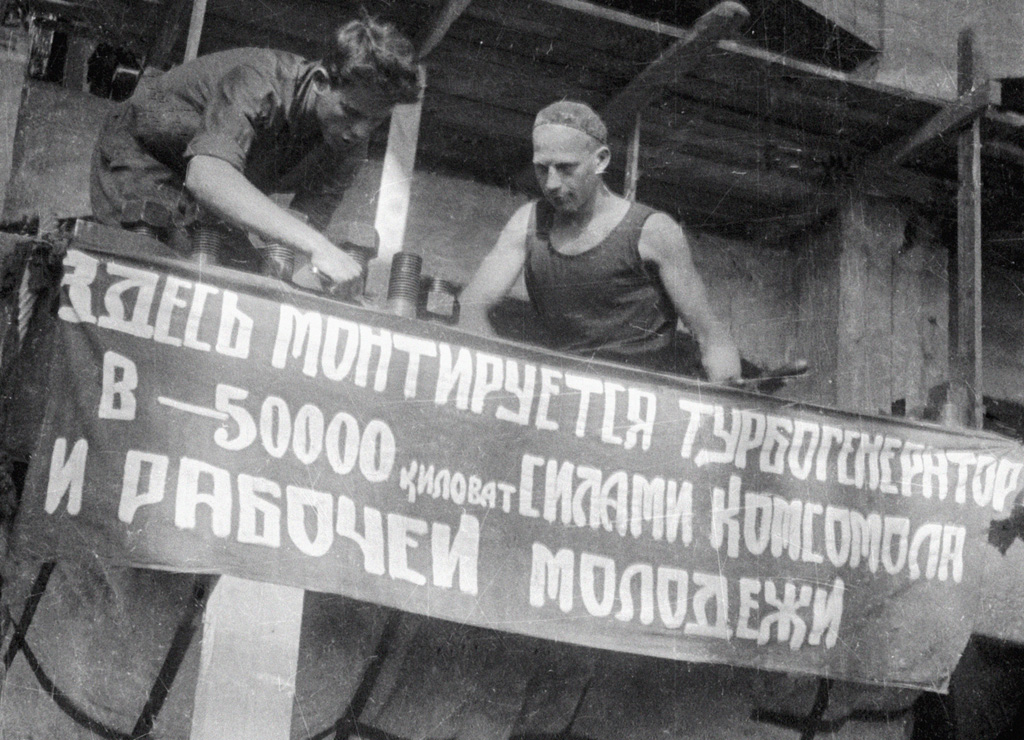
Na staveništi elektrárny Šaturskaja. Nápis na plakátu: „Sílami komsomolu a pracující mládeže se zde montuje turbogenerátor o výkonu 50 000 kilowattů.“ Rusko, Moskevská oblast, 1931
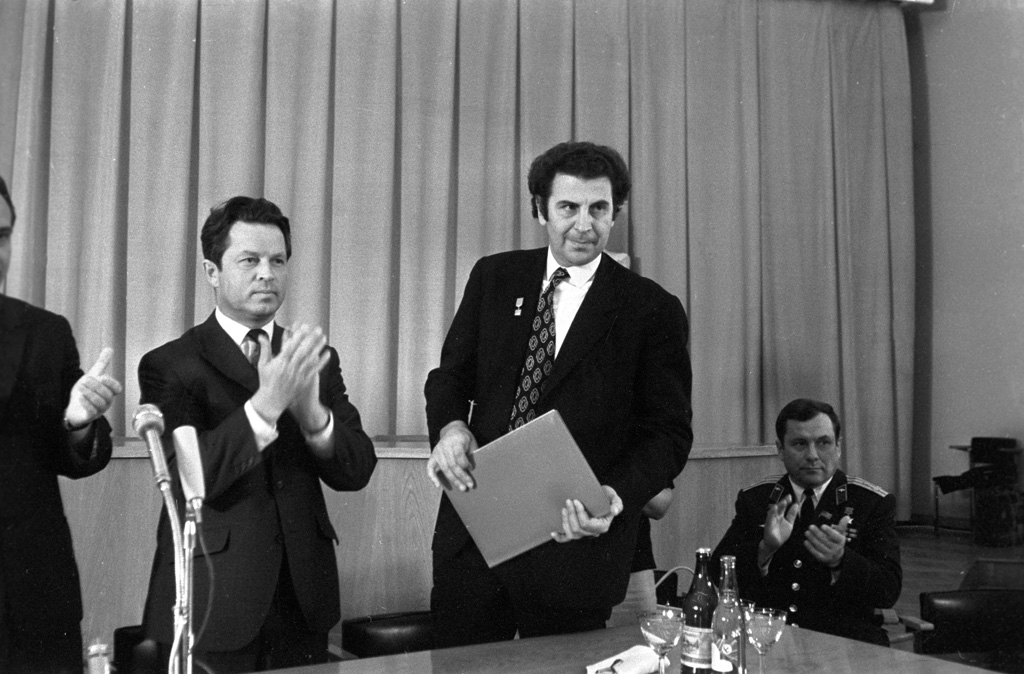
První tajemník ÚV Komsomolu Jevgenij Tjaželnikov (vlevo) předal cenu Leninského Komsomolu řeckému skladateli Mikisu Theodorakisovi, Moskva, 1970
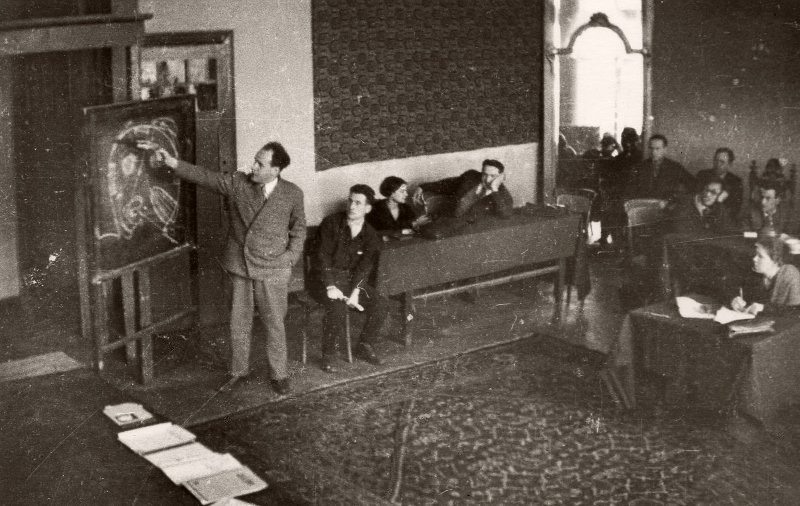
Přednáška na Státním institutu kinematografie v Moskvě, ve třicátých letech 20. století se ústav nacházel v prostorách bývalé moskevské restaurace „Jar“, Moskva, 1935–1936
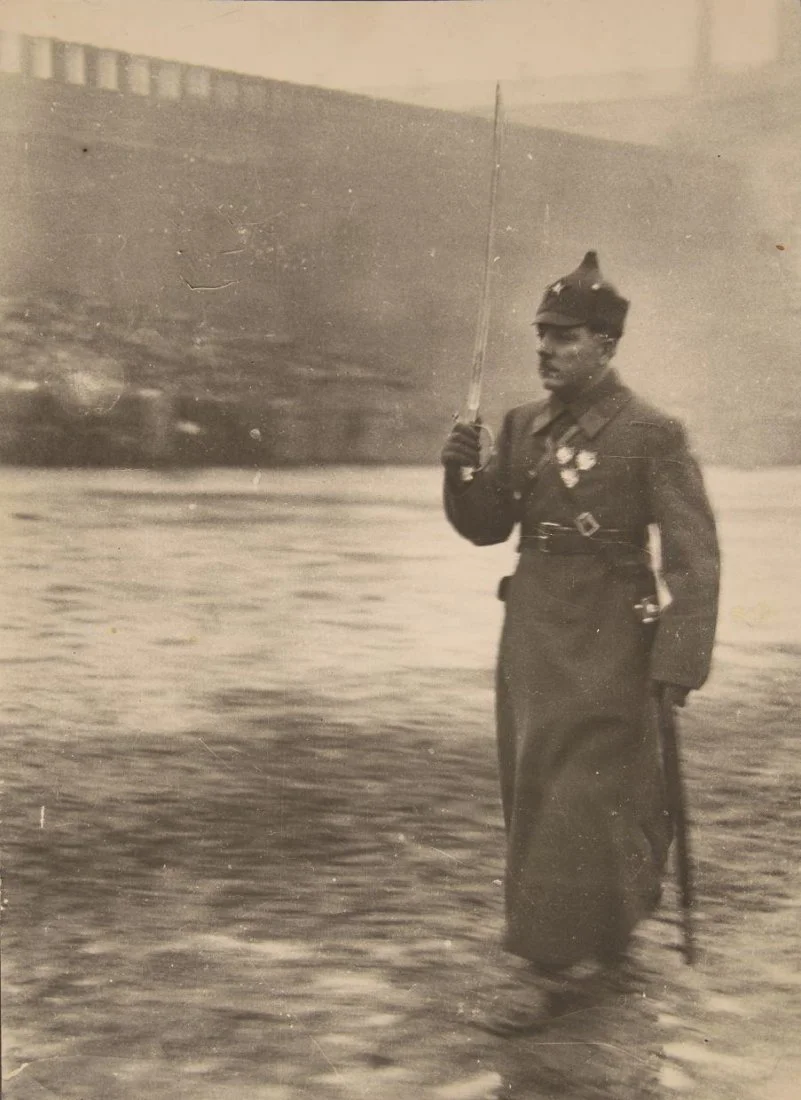
Ministr obrany Kliment Vorošilov na vojenské přehlídce na Rudém náměstí v Moskvě, 1928